# Мергелян, Сергей Никитович
Сергей Никитович Мергеля́н (арм. Սերգեյ Մերգելյան; 1928—2008) — советский армянский математик, член-корреспондент АН СССР (с 1953 года, с 1991 года — РАН), действительный член АН Армянской ССР (с 1956 года, с 1993 года — НАН РА).
Лауреат Сталинской премии (1952), кавалер ордена Святого Месропа Маштоца (2008).
Самый молодой доктор наук в истории СССР (степень присуждена на защите кандидатской диссертации в возрасте 20 лет), самый молодой член-корреспондент АН СССР (звание присвоено в возрасте 24 лет).
В течение учёбы в аспирантуре 20-летний Мергелян решил одну из фундаментальных проблем математической теории функций, которая не находила своего решения в течение более чем 70 лет. Доказанная им теорема о возможности равномерной полиномиальной аппроксимации функций комплексного переменного признана классической. Она включена в курс теории функций. Мергелян стоял у истоков развития вычислительной техники в Армении.

## Биография

### Ранние годы
Сергей Мергелов родился 19 мая 1928 года в Симферополе в армянской семье. Его родители: отец — Никита (Мкртич) Иванович Мергелов — бывший частный предприниматель (нэпман), мать — Людмила Ивановна Выродова — дочь управляющего Азово-Черноморским банком, расстрелянного в 1918 году. В 1936 году отец Сергея строил бумажную фабрику в городе Елец, но скоро вместе с семьёй был выслан в сибирский посёлок Нарым, Томская область. В сибирской мерзлоте Сергей перенёс тяжелую болезнь и выжил чудом. В 1937 году мать с сыном по решению суда были оправданы и вернулись в Керчь, а в 1938 году Людмила Ивановна добилась (у прокурора СССР Андрея Януарьевича Вышинского) реабилитации мужа. В 1941 году, в связи с наступлением гитлеровских армий на Юг, семья Мергеловых покинула Керчь и обосновалась в Ереване.

### Учёба
До начала войны Мергелян жил в России, учился в керченской средней школе. Когда в конце 1941 года его семья эвакуировалась из Керчи в Ереван, он попал в совершенно незнакомую среду, армянским языком он не владел, не был знаком с армянской литературой и музыкой.
Мергелян учился в Ереванской школе имени Мравяна. В 1943 году на республиканской физико-математической олимпиаде Сергей занял первое место. В 1944 году (в 16 лет) он, сдав экстерном экзамены за 9—10 классы, окончил школу и сразу же поступил на физико-математический факультет Ереванского государственного университета (ЕрГу).
Мергелян обладал ещё и красивым голосом: он стоял перед серьёзным выбором между карьерой учёного и оперного певца.
Мергелян обратил на себя внимание и в университете, где он за год сдал экзамены за первый и второй курсы и начал посещать лекции академика Арташеса Шагиняна, основателя армянской математической школы, учась уже на третьем курсе.
Помимо учёбы и работы в семинаре, Мергелян преподавал в математическом кружке при ереванском Дворце пионеров. Там он дал полную волю фантазии, сочиняя для ребят задачи-головоломки, проводя соревнования по решению особо трудных задач, устраивая математические игры и т. д. Пятилетний курс университета он прошёл за три года; на первом курсе он проучился всего несколько дней, затем экстерном сдал экзамены и сразу перешёл на второй, и в 1947 году получил диплом о высшем образовании.
Тогда же он восстановил изначальную фамилию по отцовской линии и получил диплом уже как Сергей Никитович Мергелян.
После окончания ЕрГу (в 1947 г.) Мергелян поступает в очную аспирантуру Математического института им. В. А. Стеклова АН СССР к Мстиславу Всеволодовичу Келдышу. При всей своей колоссальной занятости Келдыш уделял особое внимание своему новому аспиранту. Встречались они преимущественно у Келдыша дома, в 8—9 часов вечера, и вели долгие беседы о математических проблемах.
Мергелян диссертацию на соискание степени кандидата физико-математических наук написал за полтора года. Защита состоялась в 1949 году и прошла блестяще. После полуторачасового заседания, учёный совет объявил о присвоении Сергею Мергеляну степени доктора физико-математических наук. Хотя сам Мергелян представил на защиту кандидатскую диссертацию, все три официальных оппонента — академики Михаил Алексеевич Лаврентьев, Сергей Михайлович Никольский и член-корреспондент Александр Осипович Гельфонд — ходатайствовали перед Учёным советом о присвоении ему докторской степени. Ходатайство оппонентов удовлетворили (для этого нужно было обзвонить членов докторского совета, на что и ушло время), и Сергей Мергелян в 20 лет стал самым молодым доктором физико-математических наук в СССР.

### Карьера

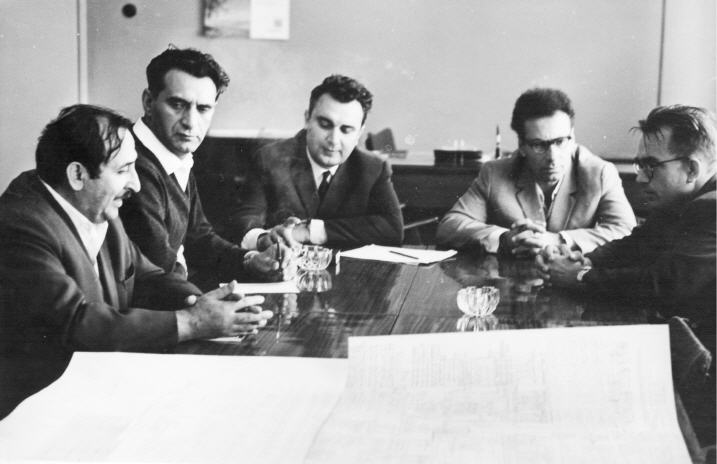
С. Н. Мергелян и А. В. Петросян с академиком Глушковым в Вычислительном центре АН Армянской ССР

Окончил Ереванский университет в 1947 году. В 1945—1957 годах работал в Ереванском университете, в 1954—1958 и 1964—1968 — в МГУ имени М. В. Ломоносова.
В 1953 году, когда Мергеляну было 24 года, он был избран членом-корреспондентом Академии наук СССР — самым молодым за всю её историю. Мергелян был также талантливым организатором науки. 14 июля 1956 года был основан Ереванский научно-исследовательский институт математических машин (ЕрНИИММ), который он возглавлял в 1956—60 годы. Вскоре институт стал популярен как «институт Мергеляна». Это неофициальное название сохраняется и до сих пор. В 1957 году по инициативе Мергеляна был основан Вычислительный центр Академии наук Армянской ССР, ныне Институт Информатики и Проблем Автоматизации. Он стал первым директором центра.
В 1961 году Мергелян вернулся в область чистой математики — возобновил работу в московском Математическом институте им. В. А. Стеклова АН СССР: основал отдел комплексного анализа и до 1971 года руководил им. В 1963 году его избрали заместителем академика-секретаря отделения математики АН СССР (Николая Николаевича Боголюбова), в 1964 — назначили заведующим отделом комплексного анализа в Математическом институте — должность, которую он сохранял до 2002 года. В том же 1964 году он был восстановлен на должности профессора механико-математического факультета МГУ. В 1968 — снова оставил должность профессора факультета и занялся только научной работой. Мергелян часто бывал в зарубежных командировках. В 1970 году выступил в качестве приглашённого докладчика на Международном конгрессе математиков в Ницце.
В 1971—1974 годах был вице-президентом АН Армянской ССР, в 1974—79 годах — директором Вычислительного центра АН Армянской ССР (ныне Институт Информатики и Проблем Автоматизации), в 1979—82 был заведующим отделом Института математики АН Арм. ССР, a в 1982—86 — ректором Кироваканского пединститута.
С начала 1950-х годов был дружен с Индирой Ганди. В 1976 году, после своего официального визита в Москву, Ганди нанесла частный визит в Ереван к Мергеляну.
Депутат ВС Армянской ССР 5-го и 8-го созывов. В 1955 году подписал «Письмо трёхсот».
В 1990 году выехал преподавать в Корнеллский университет, где работал до 1993 года. Возвратился в Москву, но в 1996 году выехал в США, где до конца жизни жил в семье сына.

## Научные работы
Основные труды Мергеляна — теорема функций комплексного переменного, теория аппроксимации, потенциала и гармонических функций. В 1951 году он решил задачу о приближении непрерывных функций полиномами, а вскоре — аппроксимационную проблему Бернштейна. Эта теорема завершила длинную серию исследований, начатую в 1885 году и составленную из классических результатов Карла Вейерштрасса, Карла Рунге, Дж. Уолша, Mихаила Лаврентьева, Mстислава Келдыша и других. Новые термины «Теорема Мергеляна» и «Множества Мергеляна» нашли своё место в учебниках и монографиях по теории приближений. Его разработками стали изучение задачи о приближении непрерывных функций, удовлетворяющих свойствам гладкости, для произвольного множества (1962 г.) и решение аппроксимационной проблемы Бернштейна (1963 г.). Мергелян провёл глубокие исследования и получил ценные результаты в таких областях как наилучшее приближение многочленами на произвольном континууме, весовые приближения многочленами на вещественной оси, точечная аппроксимация многочленами на замкнутых множествах комплексной плоскости, равномерное приближение гармоническими функциями на компактных множествах и целыми функциями на неограниченном континууме, единственность гармонических функций. В теории дифференциальных уравнений его результаты относились к сфере задачи Коши и некоторых других вопросов. Научные достижения Мергеляна существенно способствовали становлению, развитию и международному признанию армянской математической школы, чему свидетельствовала организованная в Ереване в 1965 году по инициативе и при активном участии С. Мергеляна крупная международная конференция по теории функций. В работе конференции приняли участие многие видные математики мира, что способствовало международному сотрудничеству и дальнейшему продвижению армянской математической школы.

## Семья
Жена — с 1956 года — актриса Лидия Васильевна Кулакова.

## Смерть

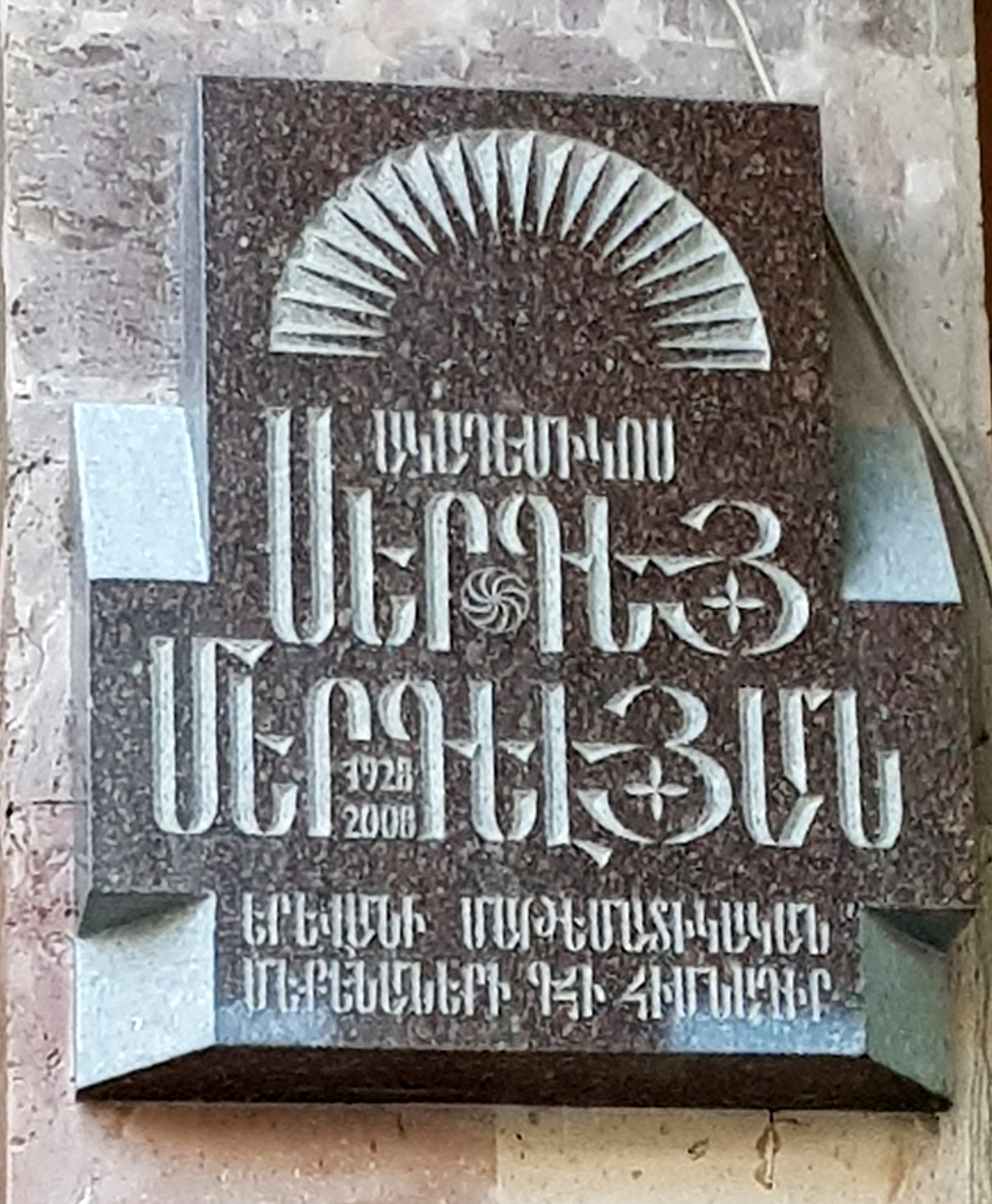
Мемориальная доска Сергею Мергеляну на стене Ереванского научно-исследовательского института математических машин

Сергей Мергелян умер 20 августа 2008 года. Церемония прощания с ним состоялась 23 августа 2008 года на кладбище в Глендейле (Калифорния). По желанию покойного его прах был перевезён в Москву и захоронен на Новодевичьем кладбище рядом с матерью и женой.

## Награды и премии
- Сталинская премия второй степени (1952) — за работы по конструктивной теории функций, завершённые статьёй «Некоторые вопросы конструктивной теории функций», опубликованной в «Трудах Математического института имени В. А. Стеклова Академии наук СССР» (1951).
- Орден Святого Месропа Маштоца (26 мая 2008, Армения) — по случаю Дня Республики[13] (К 80-летию математика (26 мая 2008) генеральный консул Армении в США вручил учёному Орден Святого Месропа Маштоца и зачитал послание президента Армении Сержа Саргсяна[14]).
- Орден Трудового Красного Знамени (17 сентября 1975).

## Труды
- «Некоторые вопросы конструктивной теории функций» (Труды Математического института АН СССР, т. 3, 1951).
- «Равномерные приближения функций комплексного переменного» (Успехи математических наук, т. 8, вып. 2, 1952).
- «О полноте систем аналитических функций» (Успехи математических наук, т. 7, вып. 4, 1953).